# Pousada (Boqueijón)
Pousada (llamada oficialmente San Lourenzo de Pousada) es una parroquia española del municipio de Boqueijón, en la provincia de La Coruña, Galicia. 

## Entidades de población
Entidades de población que forman parte de la parroquia:
- Corna (A Corna)
- La Iglesia (A Eirexe)
- Torre (A Torre)
- Camporrapado
- Loureiro
- Corral (O Corral)
- Pazo (O Pazo)
- Pardiñeiro (O Pardiñeiro)
- Pumariño (O Pumariño)
- O Carballal
- O Pedrouzo

## Despoblado
Despoblado que forma parte de la parroquia:
- Guisande

## Demografía
| Gráfica de evolución demográfica de Pousada entre 2000 y 2018 |
|                                                               |
| Datos según el nomenclátor publicado por el INE.              |